# Domingos Martins
Domingos Martins là một đô thị thuộc bang Espírito Santo, Brasil. Đô thị này có diện tích 1225,327 km², dân số năm 2007 là 29443 người, mật độ 24,03 người/km².